# Omer Atzili
Omer Atzili (hebräisch עומר אצילי; * 27. Juli 1993 in Cholon) ist ein israelischer Fußballspieler.

## Karriere

### Verein
Atzili begann seine Karriere 2002 in der Jugendmannschaft des israelischen Vereins Maccabi Tel Aviv. 2010 wechselte er zum israelischen Verein Hapoel Rishon LeZion. Dort spielte er drei Saisons, wobei er zunächst auch als Jugendspieler unter Vertrag stand. Sein Debüt in der Ligat ha’Al, der höchsten Spielklasse im israelischen Fußball, gab er für Hapoel Rishon LeZion am 17. Oktober 2011 gegen Beitar Jerusalem, sein erstes Tor für die erste Mannschaft erzielte er am 12. Mai 2012 in der Abstiegsrunde der Ligat ha’Al bei einer 1:2-Heimniederlage gegen Hapoel Acre. Am Ende der Saison stieg sein Verein in die zweite israelische Liga, die Liga Leumit, ab.
In der zweiten Liga spielte Atzili in der Saison 2012/13 regelmäßig, den Wiederaufstieg verpasste er mit Hapoel Rishon LeZion allerdings. Er selbst wechselte zur Saison 2013/14 in die erste Liga zu Beitar Jerusalem. Sein Debüt für den Verein gab er am 24. August 2013 bei einer 0:2-Heimniederlage gegen Hapoel Be’er Sheva. Während er in diesem Spiel in der Startelf stand, kam er in seiner ersten Saison sonst hauptsächlich als Einwechselspieler zum Einsatz. Erst in der Saison 2015/16 wurde Atzili zum Stammspieler bei Beitar Jerusalem und erzielte in der Saison sieben Tore, was zu diesem Zeitpunkt die beste Leistung in seiner Karriere war.
Ende August 2016 unterzeichnete Atzili für eine Ablösesumme von 750.000 Euro beim spanischen La-Liga-Verein Granada CF.  Sein Debüt in der La Liga gab er am 11. September bei einer 1:2-Heimniederlage gegen SD Eibar. Atzili bestritt insgesamt elf Liga- und Pokalspiele für den andalusischen Klub, davon fünfmal in der Startelf. Er erzielte jedoch kein Tor. Der Verein stieg am Ende der Saison 2016/17 als Tabellenletzter ab. Atzili verließ Granada und schloss sich im Sommer 2017 dem israelischen Erstligisten Maccabi Tel Aviv an.
Bei Maccabi Tel Aviv wurde Atzili trotz einiger Verletzungen zum Leistungsträger und trug in der Saison 2018/19 mit neun Treffern in der Liga und in der Saison 2019/20 mit 16 Scorerpunkten (acht Toren und acht Vorlagen) in der Liga erheblich dazu bei, dass Maccabi Tel Aviv jeweils israelischer Meister wurde. Im Juni 2020 wurde Atzili von Maccabi Tel Aviv suspendiert, nachdem der Vorwurf des sexuellen Missbrauch Minderjähriger gegen ihn und einen seiner Mitspieler erhoben wurde. Die Staatsanwaltschaft stellte nach wenigen Wochen die Ermittlungen ein, trotzdem musste Atzili den Verein verlassen und wechselte ablösefrei nach Zypern zum Erstligisten APOEL Nikosia.
Im Januar 2021 nahm Maccabi Haifa Atzili – trotz öffentlicher Kritik – unter Vertrag und dieser kehrte somit in die Ligat ha’Al zurück. Mit Maccabi Haifa wurde Atzili 2021, 2022 und 2023 israelischer Meister, woran er als Torschützenkönig der Ligat ha’Al der Saisons 2021/22 (18 Tore)  und 2022/23 (16 Tore) erheblichen Anteil hatte. In den Jahren 2022 und 2023 wurde er zum Fußballer des Jahres in Israel gewählt.
Im Sommer 2023 wechselte Atzili für eine Ablöse von rund zwei Millionen Euro als erster jüdischer Israeli zu einem arabischen Verein. Er schloss sich Al-Ain FC an, der in der UAE Pro League spielt. Atzeli schoss in der Saison 23/24 in 20 Spielen vier Tore und wechselte im Sommer 2024 nach Zypern zu Omonia Nikosia in die erste Liga. Nach nur wenigen Monaten kehrte er im Januar 2025 zum israelischen Erstligisten Beitar Jerusalem, für den er schon von 2013 bis 2016 gespielt hatte, zurück.

### Nationalmannschaft
Atzili vertrat Israel international in der Jugend in der U19 und der U21.
Sein Debüt in der A-Nationalmannschaft Israels gab Atzili am 5. September 2016 bei einem WM-Qualifikationsspiel gegen Italien. Er wurde bei der 1:3-Heimniederlage in der 57. Minute gegen Nir Bitton eingewechselt. Es folgten bis 2022 fünf weitere Spiele in der der Nationalmannschaft Israels, bei denen Atzili jeweils eingewechselt wurde. Nach neuen Veröffentlichungen bezüglich der Missbrauchsvorwürfe von 2020 und lauter werdenden Forderungen danach, Atzili nicht mehr für die Nationalmannschaft Israels zu berücksichtigen, trat dieser 2022 aus der Nationalmannschaft zurück.